# Вікар
Вікар (ісп. Vícar) — муніципалітет в Іспанії, у складі автономної спільноти Андалусія, у провінції Альмерія. Населення — 23 410 осіб (2010).
Муніципалітет розташований на відстані близько 410 км на південь від Мадрида, 14 км на захід від Альмерії.
На території муніципалітету розташовані такі населені пункти: (дані про населення за 2010 рік)
- Барріо-де-Арчилья: 721 особа
- Льянос-де-Вікар: 1621 особа
- Ла-Гангоса: 9419 осіб
- Пуебла-де-Вікар: 4854 особи
- Лас-Кабаньюелас: 4804 особи
- Вікар: 152 особи
- Конго-Каналь: 1839 осіб

## Демографія
Динаміка населення (INE ):